# بارتولومي رويز
بارتولومي رويز (بالإسبانية: Bartolomé Ruiz)‏ هو رسام إسباني، ولد في 1482 في موغير في إسبانيا، وتوفي في 1532 في كاخاماركا في بيرو.

## وصلات خارجية
- بارتولومي رويز على موقع الموسوعة البريطانية (الإنجليزية)